# Erwin Kremer
Erwin Kremer (ur. 26 czerwca 1937 roku, zm. 26 września 2006 roku) – niemiecki kierowca wyścigowy. Założyciel zespołu Kremer Racing.

## Kariera
Kremer rozpoczął karierę w międzynarodowych wyścigach samochodowych w 1968 roku od startów w dywizji 3 European Touring Car Championship, gdzie sześciokrotnie stawał na podium, w tym trzykrotnie na jego najwyższym stopniu. Z dorobkiem 36,5 punktu uplasował się tam na trzeciej pozycji w klasyfikacji generalnej. W późniejszych latach Niemiec pojawiał się także w stawce 24-godzinnego wyścigu Le Mans, gdzie w 1970 odniósł zwycięstwo w klasie GT 2.5. Sukces ten powtórzył w sezonie 1973 w klasie GT 3.0.